# Neusorg
Neusorg est une commune de Bavière (Allemagne), située dans l'arrondissement de Tirschenreuth, dans le district du Haut-Palatinat.

## Personnalités liées à la ville
- Fritz Christen (1921-1995), militaire mort à Neusorg